# RBS TV Rio Grande
RBS TV Rio Grande é uma emissora de televisão brasileira sediada em Rio Grande, cidade do estado do Rio Grande do Sul. Opera no canal 9 (33 UHF digital) e é afiliada à TV Globo. A emissora integra a RBS TV, rede de televisão pertencente ao Grupo RBS. Seus estúdios localizam-se no Praça Rio Grande Shopping Center, no bairro Prado, e sua antena de transmissão no bairro Hidráulica.

## História

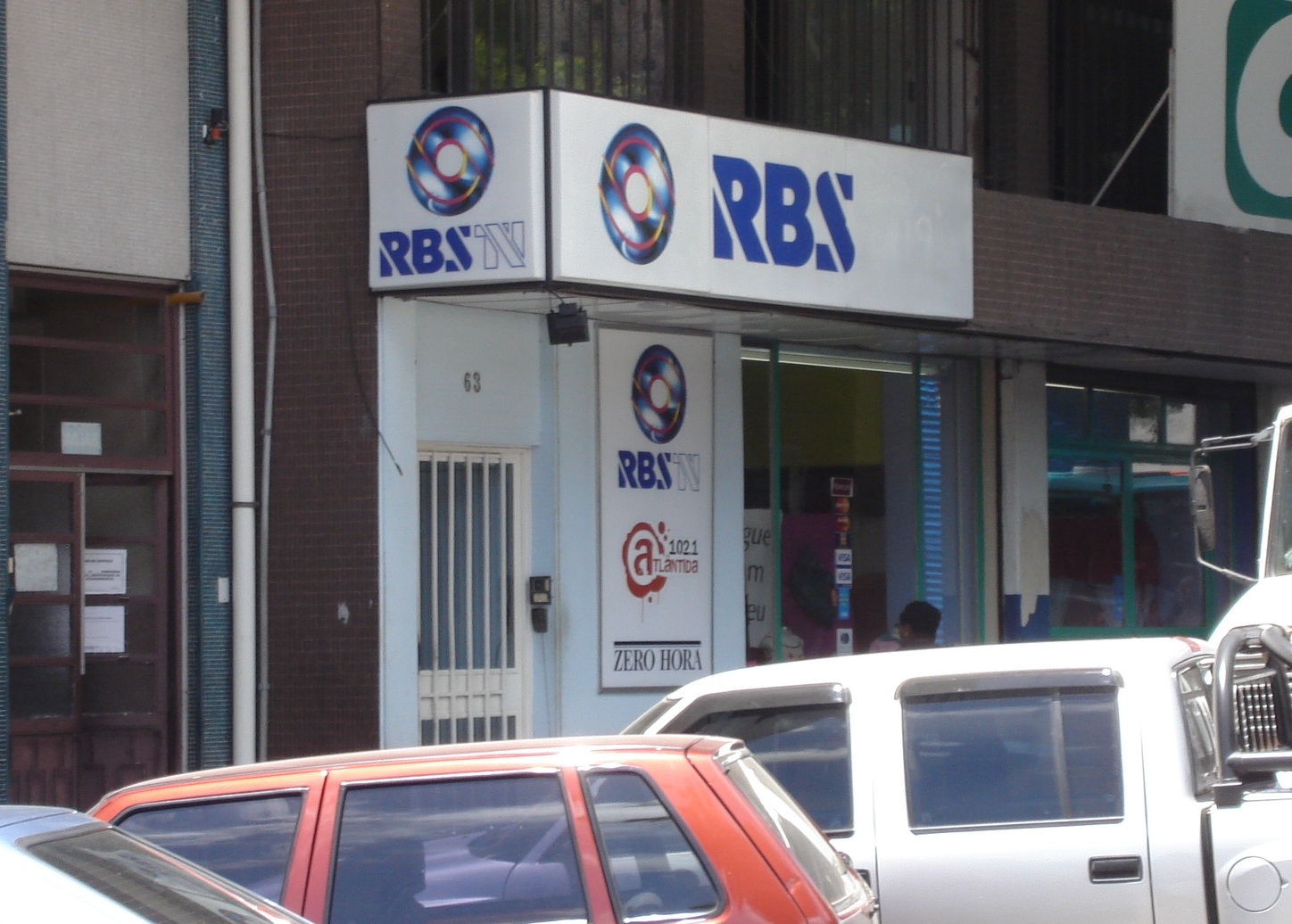
Antiga sede da RBS TV Rio Grande, em 2008.

Em 1970, cidadãos rio-grandinos indicados por Plínio Nissenson, a pedido de Maurício Sirotsky Sobrinho, presidente da Rede Brasil Sul de Comunicações, foram convidados para fazer parte de uma comissão que pleiteasse a instalação de uma emissora de televisão nessa cidade. Os convites foram direcionados para Pedro Armando Gatti, Américo Papaléo, Walter Albrecht, Elcy Rodrigues Sole e Lavieira Maino Laurino, sendo este o presidente da referida comissão.
Após árduo trabalho, a TV Rio Grande, canal 9, foi inaugurada em 26 de outubro de 1977 com a presença do Ministro das Comunicações, Euclides Quandt de Oliveira. Entre março e abril de 1978, a emissora foi responsável pela cobertura da maré vermelha, desastre ecológico ocorrido na costa de Santa Vitória do Palmar.
Em 1.º de outubro de 1983, seguindo a padronização das emissoras da RBS TV, passou a se chamar RBS TV Rio Grande. Em 1990, entrou em operação a sua repetidora na Praia do Cassino, através do canal 7 VHF. A RBS TV Rio Grande cobriu novamente uma tragédia ecológica em agosto de 1998, quando o navio Bahamas derramou ácido sulfúrico concentrado na Lagoa dos Patos. O fato teve repercussão internacional.
Em julho de 2009, uma pesquisa do IBOPE confirmou que a RBS TV Rio Grande é a segunda emissora do Grupo RBS com mais audiência no interior do Rio Grande do Sul. Segundo a pesquisa, a cidade de Rio Grande registrou uma média de share 70,2% na faixa horária das 6h às 24h; a segunda colocada registrou 8,6%.
Em 23 de novembro de 2022, como parte das comemorações do seu aniversário de 45 anos, a emissora migrou suas instalações para o Praça Rio Grande Shopping Center, juntamente com os estúdios auxiliares das suas coirmãs, as Rádios Atlântida FM Zona Sul e Gaúcha Zona Sul.

## Sinal digital
| Canal virtual | Canal digital | Resolução de tela | Programação                                        |
| ------------- | ------------- | ----------------- | -------------------------------------------------- |
| 9.1           | 33 UHF        | 1080i             | Programação principal da RBS TV Rio Grande / Globo |

A emissora iniciou suas transmissões digitais em 20 de maio de 2014, durante o Jornal do Almoço, através do canal 33 UHF. Até 2019, ano em que deixou de produzir programas locais, a emissora não exibia sua programação em alta definição, com exceção do que era transmitido pela RBS TV Porto Alegre e pela Globo.
Transição para o sinal digital
Com base no decreto federal de transição das emissoras de TV brasileiras do sinal analógico para o digital, a RBS TV Rio Grande, bem como as outras emissoras de Rio Grande, cessou suas transmissões pelos canal 9 VHF em 28 de novembro de 2018, seguindo o cronograma oficial da ANATEL.

## Programas
A emissora produziu, até 31 de julho de 2019, um bloco local do Jornal do Almoço com 20 minutos de duração, na época apresentado por Lisandra Reis. Em 19 de agosto, passou a retransmitir o bloco regional do telejornal gerado pela RBS TV Pelotas. O restante da programação é composto pelos programas gerados pela RBS TV Porto Alegre e pelos programas da Globo.